# اچ‌کی‌ان
اچ‌کی‌ان (انگلیسی: HKN) شرکت اکتشاف نفت آمریکایی است، که در سال ۱۹۷۳ تأسیس شد.